# Jean-Baptiste Roggieri
Jean-Baptiste, baron Roggieri et de l'Empire (né à Diano Marina le 15 février 1761 et mort à Paris le 14 avril 1827) est un haut fonctionnaire génois puis français.

## Parcours
- Ministre plénipotentiaire de la République ligurienne (République de Gênes)
- Député à la Consulta de Lyon (1802)
- Préfet du département des Apennins à Sarzane
- Sénateur de la République ligurienne
- Préfet de la Meuse-Inférieure à Maestricht (1806-1814)
- Préfet du Gard (1815, durant les Cent-Jours)